# SN 1998cz
SN 1998cz – supernowa odkryta 21 maja 1998 roku w galaktyce A120306-1237. W momencie odkrycia miała maksymalną jasność 18,50m.